# Болгарія на літніх Олімпійських іграх 1936
Болгарія брала участь у Літніх Олімпійських іграх 1936 року у Берліні (Німеччина) учетверте за свою історію, пропустивши Літні Олімпійські ігри 1932 року, але не завоювала жодної медалі.